# Supercoppa polacca 2009 (pallavolo femminile)
La Supercoppa polacca di pallavolo femminile 2009 si è svolta nel 2009: al torneo hanno partecipato due squadre di club polacche e la vittoria finale è andata per la prima volta al Małopolski Klub Siatkówki Muszyna.

## Regolamento
Le squadre hanno disputato una gara unica.

## Squadre partecipanti
| Squadra     | Qualificazione                           | Ultima partecipazione   |
| ----------- | ---------------------------------------- | ----------------------- |
| BKS         | Vincitrice Coppa di Polonia 2008-09      | Supercoppa polacca 2007 |
| Muszynianka | Vincitrice Liga Siatkówki Kobiet 2008-09 | Supercoppa polacca 2008 |

## Torneo
| 2009 ?, ? Durata: ? - Spettatori: ? | Muszynianka | 3 - 0 | BKS | 27-25, 25-21, 25-13 |